# Rolf Fieguth
Rolf Fieguth (* 2. November 1941 in Berlin) ist ein deutscher Slawist und emeritierter Professor für Slawische Sprachen und Literaturen an der Universität Freiburg (Schweiz). 

## Leben
Nach Studium der Slawistik und Osteuropäischen Geschichte an der FU Berlin und der LMU München und seiner Promotion über Adam Mickiewicz forschte er an Akademie-Instituten in Warschau und Moskau und unterrichtete nach seiner Habilitation an der Universität Konstanz, der Universität Mannheim und der Universiteit van Amsterdam. Von 1980 bis 1983 war er Professor für Slawistik am Osteuropa‐Institut der Freien Universität Berlin, ab April 1983 bis zu seiner Emeritierung im Jahr 2007 Ordinarius für Slawische Sprachen und Literaturen an der Universität Freiburg.
Er ist mit der Künstlerin und Übersetzerin Hilde Fieguth verheiratet, hat eine erwachsene Tochter und lebt in Freiburg im Üechtland.

## Werk
Seine Forschungsschwerpunkte sind Literaturtheorie (Russischer Formalismus, Mitteleuropäischer Strukturalismus, Roman Ingarden, Theorie des Gedichtzyklus und des Poems), russische Literatur des 18. bis 20. Jahrhunderts und polnische Literatur des 16. bis 20. Jahrhunderts. Außerdem ist er tätig als Herausgeber und Übersetzer wissenschaftlicher und literarischer Werke aus dem Russischen, Polnischen und Französischen. Er ist der Herausgeber einer deutsch-polnischen Ausgabe von Cyprian Norwids Gedichtzyklus Vade‐mecum (1866) sowie, gemeinsam mit Fritz Arnold, der Gesammelten Werke von Witold Gombrowicz.

## Auszeichnungen
- 1986: Medaille für Verdienste um die polnische Kultur
- 2001: Preis des Polnischen PEN‐Clubs
- 2001: Ehrenmitgliedschaft in der Adam‐Mickiewicz‐Gesellschaft
- 2001: Mitglied der Polnischen Akademie der Gelehrsamkeit / Polska Akademia Umiejętności (Krakau).
- 2009: Verdienstmedaille der Adam‐Mickiewicz‐Universität Poznań Posen
- 2012: Ehrendoktor der Universität Opole
- 2014: Polnisches Ehrenstipendium der Polnischen Wissenschaftsstiftung (FNP), finanziert durch die Alexander-von-Humboldt-Stiftung
- 2017: Ehrendoktor der Adam‐Mickiewicz‐Universität Poznań.[1]

## Schriften (Monographien, Herausgeberschaften – Auswahl)
- Hrsg. Roman Ingarden, Gegenstand und Aufgaben der Literaturwissenschaft. Aufsätze und Diskussionsbeiträge (1937-1964): Tübingen 1976
- Hrsg. Cyprian Norwid, Vade‐mecum (1866). Polnisch‐deutsch. Herausgegeben, eingel. und übers. von Rolf Fieguth. Vorwort Hans Robert Jauß, München 1981
- Hrsg. Polnische Erzähler des 19. und 20. Jahrhunderts. Auswahl und Nachwort von Rolf Fieguth., Zürich 1981 (Manesse Bibliothek der Weltliteratur)
- Hrsg. Orthodoxien und Häresien in den slavischen Literaturen. Wien 1996
- Verzweigungen. Zyklische und assoziative Kompositionsformen bei Adam Mickiewicz 1795-1855. Fribourg 1998
- Hrsg. Adam Mickiewicz, Kontext und Wirkung. Materialien der Freiburger Mickiewicz-Konferenz Dezember 1998. Contexte et rayonnement. Actes du Colloque Mickiewicz de Fribourg/Suisse, décembre 1998. Fribourg 1999
- Poezja w fazie krytycznej - i inne studia z literatury polskiej [Poesie in kritischer Phase – und andere Studien zur polnischen Literatur]. Warschau 2001
- Hrsg. Die Architektur der Wolken. Zyklisierung in der europäischen Lyrik des 19. Jahrhunderts. Hg. mit Alessandro Martini, Bern 2005
- Gombrowicz z niemiecką gębą – i inne studia komparatystyczne [Witold Gombrowicz mit deutscher Fresse – und andere komparatistische Studien]. Posen 2011
- Zaproszenie do „Quidama“. Portret poematu Cypriana Norwida [Einladung zu „Quidam“. Porträt des Poems von Cyprian Norwid]. Krakau 2014
- Rzeki, przestrzenie, rytm. Marginalia o poezji Czesława Miłosza [Ströme, Raum, Rhythmus. Marginalien zur Lyrik von Czesław Miłosz]. Posen 2020

## Als Übersetzer
- Collectiv L’Ajar: Unter diesen Linden. (Vivre près des tilleuls) Übers. mit Hilde Fieguth. Lenos Verlag, Basel 2017
- S. Corinna Bille: Venusschuh. (Le sabot de Vénus, 1952) Übers. und Nachw. mit Hilde Fieguth. Waldgut, Frauenfeld 2007
  - Corinna Bille, Maurice Chappaz in der Anthologie Moderne Poesie in der Schweiz, Hg. Roger Perret. Limmat, Zürich 2013 (4 kleine Texte)
- Maurice Chappaz: Die Tabakspfeife betet und raucht. (La pipe qui prie & fume, 2008) Übers. mit Hilde Fieguth. Rotten Verlag, Visp 2013
- Nicolas Bouvier: Fundstücke eines Bilderjägers. (Histoires d’une image) Übers. Hilde und Rolf Fieguth. Lenos, Basel 2017
- Maurice Chappaz: In Wahrheit erleben wir das Ende der Welt. Ein Lesebuch. Übers. Hilde und Rolf Fieguth. Kompilation, biographisches Nachwort Charles Linsmayer. Huber, Frauenfeld 2012 (Reprint)
- Michel Simonet: Mit Rose und Besen. Gedanken eines Strassenwischers. (Une rose et un balai, 2015) Übers. Hilde Fieguth und Rolf Fieguth. Nydegg, Bern 2017
- Michel Simonet: Ein Paar und sieben Sprösslinge. Saga einer kinderreichen Familie. (Un couple et sept couffins, 2021) Übers. Hilde Fieguth und Rolf Fieguth. Nydegg, Bern 2022
- Cyprian Norwid: Vade-mecum. (1866). Polnisch-deutsch. Herausgegeben, eingeleitet und übersetzt von Rolf Fieguth. Mit einem Vorwort von Hans-Robert Jauß, München 1981 (Theorie und Geschichte der Literatur und der schönen Künste)
- Cyprian Norwid: Quidam. Przypowieść / Parabel und Para-Roman (1863). Polnisch-deutsch. Herausgegeben und übersetzt von Rolf Fieguth. Frank & Timme, Berlin 2022
- Witold Gombrowicz: Trans-Atlantik. Roman. Aus dem Polnischen von Rolf Fieguth, München 1987 (W. Gombrowicz, Gesammelte Werke, Bd. 2)
- Witold Gombrowicz: Die Trauung. Aus dem Polnischen von Rolf Fieguth, in: W. Gombrowicz: Theaterstücke., Hanser Verlag München 1997
- Witold Gombrowicz: Ferdydurke. Aus dem Polnischen von Rolf Fieguth, mit einem Vorwort von Susan Sontag, Kampa Verlag, Zürich 2022
- Juliusz Słowacki: Die Tragödien „Beatrix Cenci“ und „Lilla Weneda“. Aus dem Polnischen übertragen und kommentiert von Rolf Fieguth. Frank & Timme Verlag, Berlin 2021
- Marek Nowakowski: Die schrägen Fürsten. Erzählungen. Deutsch von Rolf Fieguth, Karl Henssel Verlag, Berlin 1967